# Distretto di Saryaǧaš
Il distretto di Saryaǧaš (in kazako: Сарыағаш ауданы) è un distretto (audan) del Kazakistan con  capoluogo Saryaǧaš.